# Ádám Lajos
Ádám Lajos (Tergenye, 1879. május 1. – Budapest, 1946. november 19.) sebész, egyetemi tanár.

## Élete
Ádám Adolf balassagyarmati születésű, zsidó származású kereskedő és Kohn Netti fia. Tanulmányait a Budapesti Tudományegyetemen végezte, ahol 1904-ben szerezte orvosi oklevelét. Orvosi pályája kezdetén Hültl Hümér tanár mellett a budapesti Rókus Kórház II. számú Sebészeti Osztályán alorvosként működött. 1912-től tanársegédi beosztást nyert, majd idővel a budapesti I. számú Sebészeti Klinika igazgatója lett. 1946-ban a Pázmány Péter Tudományegyetem rektori címét viselte. Jelentős cselekedete, hogy bevezette Magyarországon a helyi érzéstelenítés elterjesztését. Több, mint 100 tudományos közleményben ismertette azokat tapasztalatait, amelyeket nagy számú műtéttel kapcsolatban szerzett. Tanulmányai közül legjelentősebbek a sipolyokra, a tetanuszra, az érzéstelenítésre, és az epe- és végbélsebészetre vonatkozóak. Vezetőségi tagja volt a Nemzetközi Sebésztársaságnak.
Felesége nagyszentmiklósi gróf Nákó Erzsébet (1885–1963) volt.

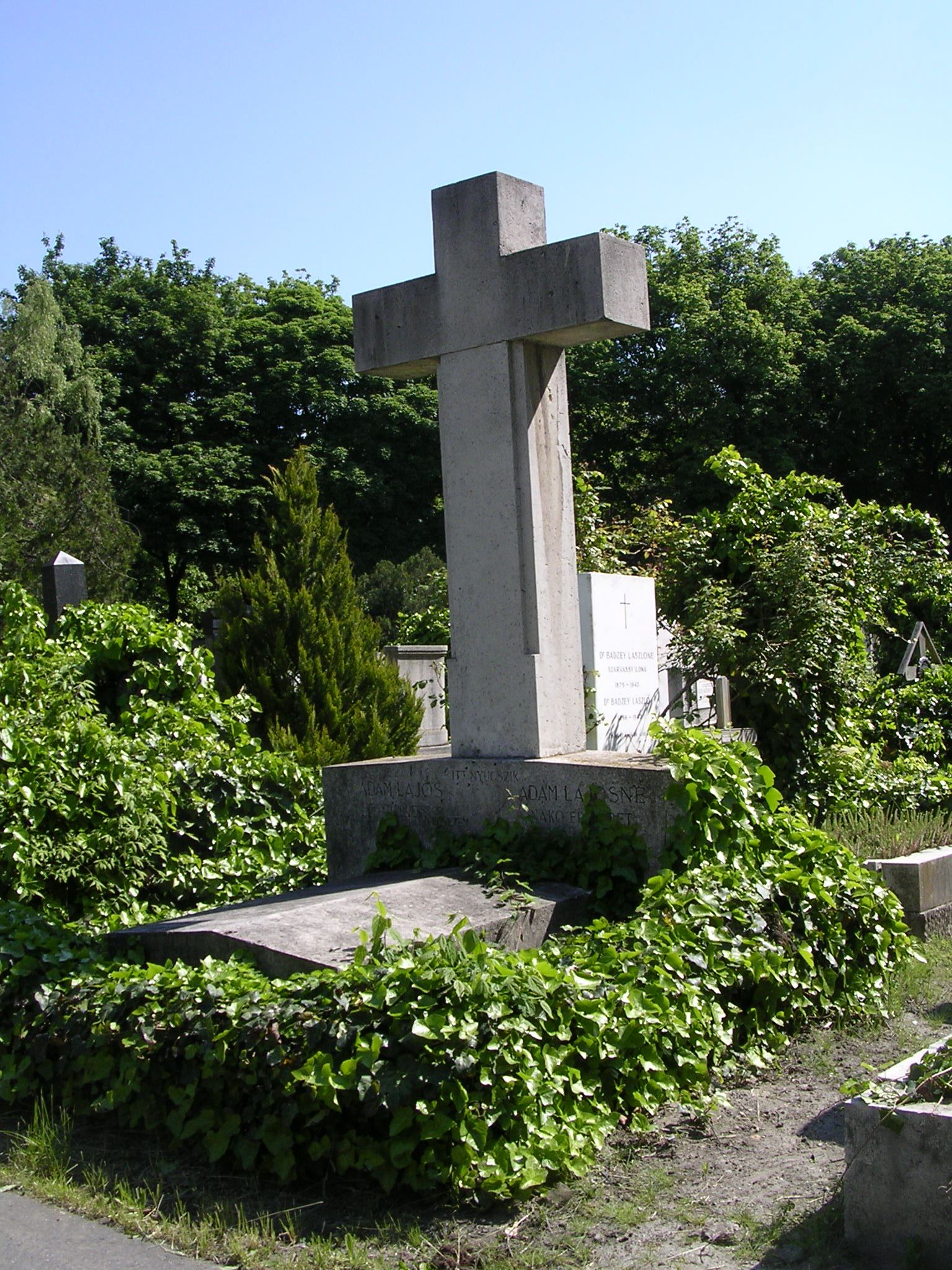
Sírja a Fiumei úti sírkertben, 2005-ben (34-4-18)

## Főbb művei
- A helybeli érzéstelenítések kézikönyve (Budapest, 1926, 2. kiadás: 1928)
- A rákkérdésről (Budapest, 1935)
- A fájdalomcsillapítás fejlődése a sebészetben (Orvosképzés, 1935)
- Az élet megbecsülése (Budapest, 1936)
- A fájdalom (Budapest, 1936)